# Шок Чанг
Шок Чанг (виј. Sóc Trăng) је град у Вијетнаму у покрајини Sоc Trаng. Према резултатима пописа 2009. у граду је живело 173.922 становника.